# Рауфайзен, Армин
Армин Рауфайзен (нем. Armin Raufeisen; 13 ноября 1928, Эндрейен, Восточная Пруссия — 12 октября 1987, Лейпциг) — сотрудник Главного управления разведки МГБ ГДР.

## Биография
Рауфайзен вырос в Тильзите, откуда его семья в 1944 году бежала в Рудные горы. Работал поначалу лесорубом, позднее стал геофизиком в советском акционерном обществе Wismut. В 1957 году убеждённый коммунист Рауфайзен согласился работать на службу внешней разведки ГДР и с целью экономического шпионажа был направлен в ФРГ, где устроился геофизиком в компанию Preussag в Ганновере.
18 января 1979 года старший лейтенант МГБ ГДР Вернер Штиллер бежал на Запад, где разоблачил в общей сложности 32 разведчика ГДР, работавших в западногерманских высокотехнологичных компаниях. Под угрозой скорого разоблачения и ареста Рауфайзен с женой и сыновьями 22 января 1979 года выехал в ГДР, даже не объяснив семье причины столь поспешного отъезда. Сыновья Рауфайзена, родившиеся в Ганновере, мечтали, чтобы семья вернулась назад. Достигший совершеннолетия Михаэль отказался подписать заявление о вступлении в гражданство ГДР и в конечном итоге в декабре 1979 года выехал в ФРГ, а несовершеннолетний Томас остался с родителями в ГДР. Выезд в ФРГ взрослого сына повлёк за собой изменения в служебном положении самого Армина Рауфайзена в Министерстве государственной безопасности: он был вынужден уволиться из органов в связи с тем, что его родственник первой степени проживал в ФРГ.
Семье Рауфайзена было отказано в выезде из ГДР, и Армин Рауфайзен занялся поиском других возможностей покинуть ГДР. Для этого он вступил в контакт с сотрудниками ЦРУ, а также организацией, занимавшейся нелегальным вывозом граждан ГДР, общался с западногерманскими журналистами и посольством ФРГ в Венгрии. Эта деятельность Рауфайзена не осталась незамеченной органами госбезопасности, о связях Рауфайзена докладывал даже агент, внедрённый в структуры госбезопасности Нижней Саксонии в Целле. 11 сентября 1981 года семья Рауфайзенов была арестована и помещена в следственный изолятор МГБ в Хоэншёнхаузене. Проживавший на Западе Михаэль Рауфайзен узнал о произошедшем только через год от западноберлинского адвоката. Рауфайзен провёл год под следствием и был приговорён к пожизненному заключению за попытку побега в особо тяжкой форме, шпионаж и государственную измену в форме нелегальных контактов с представителями иностранных держав. Супругу Рауфайзена Шарлотту приговорили к семи годам тюремного заключения, а сына Томаса — к трём годам. Все трое были переведены для отбывания наказания в Баутценскую тюрьму. Томас полностью отбыл заключение, в сентябре 1984 года вышел на свободу и получил разрешение выехать к брату в Ганновер. 12 октября 1987 года Армин Рауфайзен умер при невыясненных обстоятельствах после операции на желчном пузыре, проведённой в тюремной больнице в лейпцигском районе Клайнмойсдорф. В качестве официальной причины смерти была указана лёгочная эмболия. Шарлотта Рауфайзен вышла на свободу в сентябре 1988 года, отбыв полностью свой срок заключения, но смогла выехать в ФРГ лишь в апреле 1989 года.